# 7. skautské středisko Blaník
Junák – český skaut, 7. středisko Blaník Praha, z. s. (zkráceně také středisko Blaník) je organizační jednotkou Junáka – českého skauta. Se 14 oddíly a více než 700 členy se jedná o největší skautské středisko v Česku. Kromě výchovy dětí a mládeže se středisko Blaník také věnuje vzdělávání začínajících vedoucích. V posledních letech se také věnuje ve větší míře v projektech pomoci druhým.

## Historie
Vznik 7. střediska Blaník je spjatý se vznikem skautského oddílu „Sedmička“, který vznikal na přelomu 20. a 30. let 20. století. v tehdy ještě rozestavěném Plećnikově kostele Nejsvětějšího srdce Páně na náměstí Jiřího z Poděbrad.  Během let středisko několikrát zaniklo.
Nedlouho po obnovení Junáka po Sametové revoluci, bylo středisko středisko obnoveno i s přispěním Jiřího Zajíce.

## Činnost střediska Blaník
Základem činnosti ve středisku Blaník je výchova dětí a mládeže v jednotlivých oddílech střediska. Mimoto středisko Blaník pořádá společné akce pro všechny své členy a také zvláštní akce pro dospělé a dospívající členy. V rámci rozvoje dospívajících členů pořádá středisko Blaník i vzdělávací a výchovné akce.

### Akce HU
Akce HU je pořádaná střediskem Blaník jako setkání pro své vlastní členy. Koná se od roku 2013 každý lichý rok, zpravidla o víkendu v květnu. V sudých mezi-rocích se pořádají Blanické hry. Při Akci HU mohou účastníci zažít mnoho her i kulturních představení. 

### Blanické hry
Blanické hry se konají od roku 2004 každý rok a od roku 2013 se střídá s akcí HU, přičemž se Blanické hry konají v sudé roky na jaře.  Během Blanických her se utkávají oddíly ze střediska Blaník v různých disciplínách, ze kterých získávají body. Sečtením všech bodů a jejich seřazením se následně určuje pořadí jednotlivých oddílů v daném roce.

### Blanický Kompas
Blanický Kompas je vzdělávací akce pro členy střediska Blaník ve věku od 12 do 14 let. Koná se každoročně od roku 2012, zpravidla na konci jara. Během Blanického Kompasu probíhají různé hry a přednášky. 

### Čestínská 50
Čestínská 50, jejíž první ročník proběhl v roce 2018, je závod dvojic pro členy Blaníku i veřejnost. Soutěžící dvojice si může vybrat mezi hlavní trasou na 50 km, nebo vedlejší trasou na 30 km.

### Křížová cesta
Křížová cesta je setkání členů střediska Blaník a jejich přátel. Tradičně tato akce probíhá na Petříně, kde se prochází tamní křížová cesta. Je to tradice, která trvá od obnovení činnosti střediska Blaník.

### Řemřich
Řemřich je čekatelský kurz, na jehož konci mohou účastnící složit čekatelskou zkoušku. Kurzu se může účastnit každý, kdo dosáhl věku 16 let. Kurz se koná každoročně od roku 2006, zpravidla ve dvou víkendech na jaře.

### Výsadek
Výsadek je akce určená pro dospívající členy střediska, která se koná každoročně od roku 2003. Účastníci během jednoho podzimního víkendu prožijí velké množství nevšedních adrenalinových zážitků.

## Členové
Mezi významné členy střediska patřili a patří:
- Jiří Zajíc – Edy
- Václav Hampl
- Přemysl Kšica – Přemek
- Petr Pavlok – Vrána